# Leptogaster tomentosa
Leptogaster tomentosa är en tvåvingeart som beskrevs av Theodor 1980. Leptogaster tomentosa ingår i släktet Leptogaster och familjen rovflugor.
Artens utbredningsområde är Israel. Inga underarter finns listade i Catalogue of Life.